# 中國香港體操總會
中國香港體操總會（The Gymnastics Association of Hong Kong, China）是專門管轄香港體操事務的組織。該組織的前身為在1965年成立的香港業餘體操協會。2003年4月1日，香港業餘體操協會正式被中國香港體操總會所取代，成為專門負責推廣本土體操發展的組織。
現時，中國香港體操總會為国际体操联合会的成員，旗下的賽事包括分齡和分區的競技體操、藝術體操、普及體操、技巧體操、彈網及健美體操比賽。

## 資料來源
1. ↑  .   [2013-12-01]. （原始内容存档于2013-12-03）.
2. ↑  .   [2013-12-01]. （原始内容存档于2013-12-03）.

## 外部連結
- 官方网站 （页面存档备份，存于）